# Celebration (cântec de Madonna)
„Celebration” este titlul primului single lansat de cântăreața pop Madonna de pe al treilea album greatest hits, album ce poartă numele acestuia. Piesa a debutat în exclusivitate în România pe postul de radio Europa FM pe 1 august.

## Clasamente
| Clasament(2008)             | Poziția maximă |
| --------------------------- | -------------- |
| Australia                   | 40             |
| Belgia (Flandra)            | 4              |
| Belgia (Valonia)            | 3              |
| Brazilia                    | 19             |
| Canada                      | 5              |
| Cehia                       | 81             |
| Danemarca                   | 6              |
| Elveția                     | 9              |
| Finlanda                    | 1              |
| Grecia                      | 3              |
| Irlanda                     | 25             |
| Israel                      | 1              |
| Italia                      | 1              |
| Olanda                      | 2              |
| Norvegia                    | 5              |
| Polonia                     | 4              |
| România                     | 19             |
| Rusia                       | 13             |
| Slovacia                    | 2              |
| Statele Unite Hot 100       | 71             |
| Statele Unite Club Play     | 5              |
| Statele Unite Dance Airplay | 4              |
| Suedia                      | 1              |